# Cosco Shipping Ports Chancay Perú
Cosco Shipping Ports Chancay Perú S.A. (antes denominada Terminales Portuarios Chancay S.A.) es una empresa privada propietaria y operadora del Terminal Portuario de Chancay, ubicado a unos 75 km al norte de la ciudad de Lima, en la región homónima.
La compañía, conformado como consorcio, pertenece en un 60% a la empresa estatal china COSCO Shipping Ports y en un 40 % a la empresa privada peruana Volcan Compañía Minera S. A. A.

## Historia
En el año 2007, el exalmirante de la Armada peruana Juan Ribaudo de la Torre concibió la idea de construir un gran puerto comercial al sur del antiguo muelle de Chancay, para lo cual fundó la empresa Chancay Port (CHP), aportando los terrenos donde se ejecutaría la obra. En 2011, Ribaudo y su empresa se asociaron con la peruana Volcan Compañía Minera S. A. A., constituyendo la empresa Terminales Portuarios Chancay S.A. (TPCH) con el objetivo de desarrollar el proyecto portuario, el cual constaría de un terminal portuario multipropósito y de una zona de actividades logísticas. Tras el fallecimiento de Ribaudo, Volcan adquirió el 100 % de la propiedad del proyecto y, en 2016, inició en solitario la ejecución de la primera etapa, en la cual estimó invertir 460 millones de dólares. Sin embargo, considerando que la ejecución completa de la obra demandaría cerca de 1800 millones de dólares, Volcan inició la búsqueda de un socio estratégico.
En 2019, Volcán Compañía Minera S. A. A. y la empresa china COSCO Shipping Ports anunciaron la suscripción de un acuerdo de asociación empresarial para el desarrollo conjunto del proyecto. El ingreso de la empresa china implicó la reformulación y expansión del proyecto, el cual abarcaría un nuevo diseño, el desarrollo de la ingeniería, la construcción y la operación de lo que ahora sería un mega complejo portuario, incrementándose la inversión total estimada a 3000 millones de dólares. Como consecuencia de la inyección de capital por parte de Cosco Shipping Ports, esta empresa pasó a poseer el 60 % de participación en el proyecto, mientras que la peruana Volcán redujo su participación al 40 %. Asimismo, la compañía fue renombrada de Terminales Portuarios Chancay S.A. a Cosco Shipping Ports Chancay Perú S.A.